# Teresa Graves
Teresa Graves (ur. 10 stycznia 1948 w Houston, zm. 10 października 2002 w Los Angeles) – amerykańska aktorka i piosenkarka.
Gwiazda Get Christie Love! (1974), pełnometrażowego filmu telewizyjnego i serialu o takim samym tytule (1974–1975), w którym Graves zagrała główną, tytułową rolę policjantki Christie Love. Była pierwszą Afroamerykanką, grającą główną, tytułową rolę w serialu i filmie, oraz główną bohaterką wielu innych telewizyjnych programów rozrywkowych.

## Życiorys
Urodziła się w Houston. Po ukończeniu szkoły średniej w 1966 roku przyłączyła się do grupy śpiewaków The Doodletown Pipers. Z grupą tą występowała w kilku najsłynniejszych klubach i teatrach w Stanach Zjednoczonych, Kanadzie i Portoryko z programem Our Place (1967) oraz Turn On (1969), a także Rowan & Martin’s Laugh-In.
W 1968 roku opuściła grupę. W tym samym roku George Schlatter producent programu telewizyjnego Laugh-In cieszącego się w owym czasie największym powodzeniem, namawiał Graves, aby przyłączyła się do jego grupy nazwanej crazy-wackos. Był to okres kiedy powracała do zdrowia po tragicznym wypadku samochodowym, w którym zginęła zaprzyjaźniona z nią osoba, co wywołało u niej ciężką depresję. Przyjęła tę propozycję i zasłynęła w programie jako Bikini Girl.
W 1969 roku Bob Hope zabrał ją na całoroczne tournee do Wietnamu, gdzie występowała głównie dla amerykańskich żołnierzy, a później także z Eddie Fisherem, Alem Kingiem oraz z Buddym Hackettem w Las Vegas. Te 30 minutowe rewie składały się ze śpiewu, tańca i anegdot.
W 1973 roku zagrała w filmie That Man Bolt oraz Get Christie Love!. W tym samym roku otrzymała od swego menedżera z Londynu propozycję zagrania głównej roli Vampiry, żony Draculi wg scenariusza napisanego przez Jeremy Lloyda. Skorzystała z tej propozycji i wyjechała do Anglii, gdzie kręcono zdjęcia filmowe przez ponad dwa miesiące letnie. W tym okresie rozpoczęła analizować Biblię z kuzynką Peggy, która została Świadkiem Jehowy, a w czasie pobytu w Londynie kontynuowała studium Biblii. Uczestniczyła również w międzynarodowym kongresie Świadków Jehowy pod hasłem „Boskie zwycięstwo” na stadionie Twickenham, z udziałem ponad 50 tysięcy osób z ponad 70 krajów.
Po powrocie do Stanów Zjednoczonych rozpoczęła nagrywanie serialu telewizji ABC pt. Get Christie Love!. Grała tam główną rolę u boku Jacka Kelly. Gdy rozpoczęto nagrania, na jej żądanie wykreślono ze scenariusza filmowego wszelkie sceny związane z gwałtem, kłamstwem i inne, które by naruszały zasady biblijne przez nią przestrzegane. W filmie nie zagrała też buntu przeciwko przełożonemu. „Obstawała przy tym, że chce zawsze być skromna, opanowując swoją naturalną zmysłowość”. Serial ten był wyświetlany przez 26 tygodni.
5 stycznia 1974 roku została ochrzczona jako Świadek Jehowy. Liczne wywiady telewizyjne, których udzielała, zawsze zwracały uwagę na jej nową religię; często wypowiadała się na temat ówczesnych okrutnych prześladowań Świadków Jehowy w krajach afrykańskim, m.in. w Beninie czy Malawi. Od roku 1976 została głosicielem pełnoczasowym, czyli pionierem stałym.
Resztę życia spędziła w domu w Hyde Park, gdzie opiekowała się matką. Teresa Graves zmarła 10 października 2002 roku w szpitalu Daniel Freeman Memorial Hospital w Los Angeles na skutek zatrucia tlenkiem węgla i oparzeń w czasie pożaru jej domu.

## Filmografia
- That Man Bolt (1973)
- Vampira (Old Dracula) (1974)
- Black Eye (1974)

Filmy telewizyjne:
- Turn-On (1969)
- Rowan & Martin’s Laugh-In (1969–1970)
- The Funny Side (1971)
- Keeping Up with the Joneses (1972)
- The New Dick Van Dyke Show (1972)
- The Rookies (1973)
- Get Christie Love! (1974)

## Nagrody i nominacje do nagród filmowych
Nagroda Złotego Globu
- Nagroda: Złoty Glob dla najlepszej aktorki w serialu dramatycznym – Get Christie Love! (1975)

TP de Oro
- Nominowana: Best Foreign Actress (Mejor Actriz Extranjera), Get Christie Love! (1977)